# Xã School Creek, Quận Clay, Nebraska
Xã School Creek (tiếng Anh: School Creek Township) là một xã thuộc quận Clay, tiểu bang Nebraska, Hoa Kỳ. Năm 2010, dân số của xã này là 145 người.